# Канаков, Денис Вячеславович
Денис Вячеславович Канаков (род. 4 декабря 1990 года, Россия) — российский боец смешанных единоборств (ММА), выступающий в легкой весовой категории под эгидой ACA. Выступает на профессиональном уровне с 2014 года, известен по участию в турнирах престижных бойцовских организаций как ACB, ACA. Президент АРО ООО «Союз ММА России» Алтайского края.

## Биография
Денис Канаков родился 14 декабря 1990 года в Российской Федерации.
Денис начал профессиональную карьеру бойца ММА в 2015 году. Дебютировал на турнире "Altay Republik MMA League - Battle of Tigers", выиграв техническим нокаутом своего соотечественника Константина Вострикова. 
Выступал на таких крупных бойцовских лигах ММА как ACA и WFCA, а также выступал на турнирах Altay Republic MMA League и RCCBP. 
Побеждал таких соперников, как: Егор Голубцов, Андре Виннер, Абдул Азим Бадахши.
В сентябре 2019 года провёл свой очередной бой в карьере, победив афганского бойца Баз Мохаммада Мубариза единогласным решением судей на турнире ACA: ACA 99 - Bagov vs. Khaliev.
В настоящее время имеет в послужном списке 13 боёв, из которых 12 выиграл и лишь в одном уступил.

## Статистика ММА
| Боёв 13  | Побед 12 | Поражений 1 |
| -------- | -------- | ----------- |
| Нокаутом | 7        | 0           |
| Решением | 4        | 1           |
| Другие   | 1        | 0           |

| Результат | Рекорд | Соперник              | Способ               | Турнир                                         | Дата                  | Раунд | Время | Место                 | Примечание                    |
| --------- | ------ | --------------------- | -------------------- | ---------------------------------------------- | --------------------- | ----- | ----- | --------------------- | ----------------------------- |
| Победа    | 12-1   | Баз Мохаммад Мубариз  | Единогласное решение | ACA 99 - Bagov vs. Khaliev                     | 27 сентября 2019 года | 3     | 5:00  | Россия, Москва        |                               |
| Победа    | 11-1   | Андре Виннер          | Единогласное решение | ACA 96 - Lodz                                  | 8 июня 2019 года      | 3     | 5:00  | Польша, Лодзь         | Дебют в ACA                   |
| Победа    | 10-1   | Егор Голубцов         | Единогласное решение | Russian Cagefighting Championship - RCC 5      | 15 декабря 2018 года  | 3     | 5:00  | Россия, Екатеринбург  |                               |
| Победа    | 9-1    | Абдул Азим Бадахши    | Нокаут               | ACB 86 - Balaev vs. Raisov 2                   | 5 мая 2018 года       | 1     | 4:04  | Россия, Москва        |                               |
| Победа    | 8-1    | Ахмед Вали Хотак      | Технический нокаут   | ACB 68 - Young Eagles 21                       | 26 августа 2017 года  | 3     | 4:10  | Таджикистан, Душанбе  |                               |
| Победа    | 7-1    | Файсали Тобатов       | Технический нокаут   | ACB 55 - Tajikistan                            | 24 марта 2017 года    | 1     | 5:00  | Таджикистан, Душанбе  |                               |
| Победа    | 6-1    | Алтынбек Керимбаев    | Технический нокаут   | Altay Republic MMA League - Confrontation 2016 | 10 ноября 2016 года   | 1     | 2:23  | Россия, Барнаул       |                               |
| Победа    | 5-1    | Абдул-Рахман Махажиев | Единогласное решение | ACB 48 - Revenge                               | 22 октября 2016 года  | 2     | 2:18  | Россия, Москва        | Дебют в ACB                   |
| Победа    | 4-1    | Алимбой Алимбоев      | Технический нокаут   | Altay Republic MMA League - Battle of Tigers 5 | 27 августа 2016 года  | 1     | 1:52  | Россия, Горно-Алтайск |                               |
| Победа    | 3-1    | Абдулла Алиев         | Техническим нокаутом | Russia Top Team - Top Team Challenge 2016      | 3 июня 2016 года      | 3     | 4:42  | Россия, Барнаул       |                               |
| Победа    | 2-1    | Владимир Бедарев      | Единогласное решение | Altay Republic MMA League - Battle of Tigers 4 | 7 февраля 2016 года   | 3     | 5:00  | Россия, Горно-Алтайск |                               |
| Поражение | 1-1    | Аслахан Дадагов       | Единогласное решение | WFCA 11 - Grozny Battle                        | 19 сентября 2015 года | 2     | 5:00  | Россия, Грозный       | Дебют в WFCA                  |
| Победа    | 1-0    | Константин Востриков  | Технический нокаут   | Altay Republik MMA League - Battle of Tigers 3 | 11 сентября 2015 года | 1     | 1:20  | Россия, Горно-Алтайск | Дебют в профессиональном ММА. |